# GiannaDream – Solo i sogni sono veri
GiannaDream – Solo i sogni sono veri (italienisch für „GiannaTraum – Nur Träume sind wahr“) ist das 16. Studioalbum der italienischen Rocksängerin und Songwriterin Gianna Nannini. Es erschien am 27. März 2009 bei dem Plattenlabel RCA Records.

## Hintergrund
Am 27. März 2009 brachte Gianna Nannini ihr 16. Studioalbum GiannaDream – Solo i sogni sono veri heraus. Das aus zehn Titeln bestehende Studioalbum wurde von Nannini selbst in Zusammenarbeit mit Wil Malone produziert. Nannini war zudem an allen Titeln als Autorin beteiligt. Beim Schreibprozess bekam sie dabei unter anderem von Isabella Santacroce Unterstützung. Mit Siamo nella merda ist eine Kollaboration mit dem Rapper Fabri Fibra enthalten.
Das Frontcover zeigt Nannini verschwommen, sitzend auf einem Hocker.

## Titelliste
| Nr. | Titel                           | Autor(en)                                               | Produzent(en)              | Länge |
| --- | ------------------------------- | ------------------------------------------------------- | -------------------------- | ----- |
| 1.  | Attimo                          | Gianna Nannini                                          | Gianna Nannini, Wil Malone | 4:39  |
| 2.  | Sogno                           | Gianna Nannini                                          | Gianna Nannini, Wil Malone | 4:28  |
| 3.  | Maledetto ciao                  | Gianna Nannini, Isabella Santacroce                     | Gianna Nannini, Wil Malone | 3:39  |
| 4.  | Bambolina                       | Gianna Nannini, Isabella Santacroce                     | Gianna Nannini, Wil Malone | 4:36  |
| 5.  | Sogno per vivere                | Gianna Nannini, Luigi De Crescenzo, Davide Tagliapietra | Gianna Nannini, Wil Malone | 3:51  |
| 6.  | Siamo nella merda (feat. Fibra) | Gianna Nannini, Fabri Fibra                             | Gianna Nannini, Wil Malone | 4:01  |
| 7.  | Scossa magica                   | Gianna Nannini, Luigi De Crescenzo                      | Gianna Nannini, Wil Malone | 4:39  |
| 8.  | Le ragazze                      | Gianna Nannini, Luigi De Crescenzo                      | Gianna Nannini, Wil Malone | 3:21  |
| 9.  | Ologramma                       | Gianna Nannini, Luigi De Crescenzo                      | Gianna Nannini, Wil Malone | 4:04  |
| 10. | Sogno per vivere (End)          | Gianna Nannini, Luigi De Crescenzo, Davide Tagliapietra | Gianna Nannini, Wil Malone | 3:18  |

## Kritik
Giuliano Benassi, Musikkritiker von laut.de, urteilte: „Nachdem "Grazie" (2007) doch stark poppig ausgefallen war und sich die Sängerin schon davor mit einem orchestralem Gewand geschmückt hatte, holt sie diesmal wieder die E-Gitarre aus dem Keller.“

## Chartplatzierungen
| ChartsChartplatzierungen | Höchstplatzierung | Wochen |
| ------------------------ | ----------------- | ------ |
| Schweiz (IFPI)           | 28 (6 Wo.)        | 6      |
| Italien (FIMI)           | 2 (37 Wo.)        | 37     |